# مژده شمسایی
مژده شمسایی (زادهٔ ۳۰ خرداد ۱۳۴۷) بازیگر و چهره‌پرداز ایرانی است. او در چندین فیلم و نمایش ظاهر شده‌ است که بیشترشان ساختهٔ همسرش بهرام بیضایی بوده‌ است. وی برای بازی در فیلم سگ‌کشی (۱۳۷۹) ساختهٔ بیضایی، برنده و نامزد دریافت چندین جایزه شد.

## زندگی
مژده شمسایی در تهران زاده شد. او دورهٔ کارشناسی را در رشتهٔ تئاتر در دانشگاه آزاد گذراند. شمسایی علاوه بر تئاتر، در سینما نیز فعالیت کرده‌ است و در سال ۱۳۶۶ چهره‌پردازی فیلم شاید وقتی دیگر و پردهٔ آخر را بر عهده گرفت. او بازیگری سینما را از سال ۱۳۷۰ در فیلم مسافران بهرام بیضایی آغاز کرد. وی هم‌اکنون در محلهٔ پالو آلتو ساکن است. او همسر بهرام بیضایی، فیلم‌ساز و نمایشنامه‌نویس ایرانی، است.

### کتاب
- ک‍ی‍وگ‍ن: ن‍م‍ای‍ش ش‍ادی‌ب‍خ‍ش ژاپ‍ن‍ی. ۱۳۸۲[۳]

## فیلم‌شناسی

### بازیگری (فیلم)
- وقتی همه خوابیم (بهرام بیضایی -۱۳۸۷)
- سگ‌کشی (بهرام بیضایی -۱۳۷۹)
- گفتگو با باد (بهرام بیضایی -۱۳۷۷)
- مسافران (بهرام بیضایی -۱۳۷۰)

### بازیگری (تئاتر)
- چهارراه (بهرام بیضایی)
- طرب‌نامه (بهرام بیضایی)
- گزارش ارداویراف (بهرام بیضایی)
- آرش (بهرام بیضایی)
- جانا و بلادور (بهرام بیضایی)

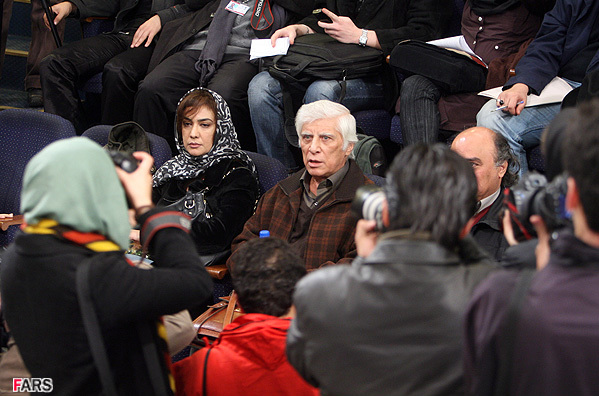
شمسایی همراهِ بهرام بیضایی در جلسهٔ نقد و بررسیِ وقتی همه خوابیم، بهمن ۱۳۸۷

- افرا، یا روز می‌گذرد (بهرام بیضایی)
- مجلس شبیه؛ در ذکر مصائب استاد نوید ماکان و همسرش مهندس رخشید فرزین (بهرام بیضایی)
- شب هزار و یکم (بهرام بیضایی)
- بانو آئویی (بهرام بیضایی)
- باغ آلبالو (رکن‌الدین خسروی)

### چهره‌پردازی
- زینت (ابراهیم مختاری، ۱۳۷۲) طراح و چهره‌پرداز
- مرد ناتمام (محرم زینال‌زاده، ۱۳۷۱) طراح و چهره‌پرداز
- پرندهٔ آهنین (علی شاه‌حاتمی، ۱۳۷۰) طراح و چهره‌پرداز
- دیدار در استانبول (افشین شرکت، ۱۳۷۰) طراح و چهره‌پرداز
- پردهٔ آخر (واروژ کریم‌مسیحی، ۱۳۶۹) طراح و چهره‌پرداز
- چاووش (ساموئل خاچیکیان، ۱۳۶۹) طراح و چهره‌پرداز
- دندان مار (مسعود کیمیایی، ۱۳۶۸) طراح و چهره‌پرداز
- شب بیست و نهم (حمید رخشانی، ۱۳۶۸) طراح و چهره‌پرداز
- عبور از غبار (پوران درخشنده، ۱۳۶۸)
- باد سرخ (جمشید ملک‌پور، ۱۳۶۷)
- سلام سرزمین من (اکبر خامین، ۱۳۶۷)
- شاید وقتی دیگر (بهرام بیضایی، ۱۳۶۶)

### دیگر فعالیت‌ها
- آواخوانی شاهنامه: قالی سخنگو در مجموعهٔ فرش ایرانی (بهرام بیضایی، ۱۳۸۵)
- تهیه‌کننده: تئاتر بانو آئویی (بهرام بیضایی، ۱۳۷۶)
- دستیار کارگردان: اعادهٔ امنیت (حمید رخشانی، ۱۳۷۴)
- طراح و چهره‌پرداز: نمایش کودکان ارمنی (لوریک میناسیان، ۱۳۶۹)
- طراح صحنه و لباس: شب بیست و نهم (حمید رخشانی، ۱۳۶۸)

## جوایز و افتخارات
- برندهٔ سیمرغ بلورین بهترین بازیگر از بخش بین‌الملل نوزدهمین جشنواره فیلم فجر برای بازی در فیلم «سگ‌کشی» - ۱۳۷۹
- برندهٔ جایزه بهترین بازیگر زن از پنجمین جشن دنیای تصویر برای بازی در فیلم «سگ‌کشی» - ۱۳۸۰
- برندهٔ سیمرغ بلورین بهترین چهره‌پردازی همراه با مسعود ولدبیگی از نهمین جشنوارهٔ فیلم فجر برای فیلم «پردهٔ آخر» - ۱۳۶۹
- نامزد سیمرغ بلورین بهترین بازیگر نقش اول زن از نوزدهمین جشنوارهٔ فیلم فجر برای بازی در فیلم «سگ‌کشی» - ۱۳۷۹
- نامزد تندیس زرین بهترین بازیگر نقش اول زن از پنجمین جشن خانهٔ سینما برای بازی در فیلم «سگ‌کشی» - ۱۳۸۰
- نامزد سیمرغ بلورین بهترین بازیگر نقش اول زن از دهمین جشنوارهٔ فیلم فجر برای بازی در فیلم «مسافران» - ۱۳۷۰
- نامزد سیمرغ بلورین بهترین چهره‌پردازی همراه با محمدرضا قومی از هشتمین جشنوارهٔ فیلم فجر برای فیلم «دندان مار» - ۱۳۶۸